# Arabelle Raphael
Arabelle Raphael (París, 27 de febrero de 1989) es una actriz pornográfica y modelo erótica francesa.

## Biografía
Arabelle Raphael, nombre artístico de Jessica Raphael, nació en París en febrero de 1989 en una familia de ascendencia francesa, tunecina, iraní y judía. Siendo muy joven se trasladó con su familia hasta la ciudad de Oakland, en el área de la Bahía de San Francisco en California (Estados Unidos).
Antes de que se uniera a la industria del porno, Arabelle cursaba estudios universitarios para licenciarse en Psicología, con el fin de convertirse en terapeuta sexual. Aparcó sus estudios para entrar en el mundo de la pornografía como actriz en mayo de 2010, a los 21 años de edad.
Ha trabajado para productoras como Hustler, Evil Angel, Mile High, 3rd Degree, Jules Jordan Video, Brazzers, Kick Ass Pictures, Girlfriends Films, Reality Kings, Diabolic Video, Kink.com, Pulse Distribution, Naughty America, Hard X o Tushy, entre otras.
Además de su faceta como actriz, Arabelle Raphael también ha destacado por su apartado artístico como fotógrafa, habiendo expuesto en diversas galerías como en el SOMARts Cultural Center de San Francisco sobre las trabajadoras sexuales y el papel de las mujeres en la industria pornográfica.
Como actriz ha recibido diversas nominaciones en los Premios AVN. En 2014 estuvo nominada en las categorías de Artista femenina no reconocida del año y Mejor escena de sexo en grupo por la película Walking Dead: A Hardcore Parody, junto a Joanna Angel, Kleio Valentien, Larkin Love, Danny Wylde, Tommy Pistol y Wolf Hudson.
Regresó a los AVN en 2016 con la nominación en la categoría de Mejor escena escandalosa de sexo por la película Women of the Middle East. Dos años más tarde, en 2018, recibió las nominaciones a Mejor escena de sexo lésbico en grupo por Luck Of The Draw y a la Mejor escena de sexo transexual por All My Mother's Lovers.
Ha participado en más de 240 películas como actriz.
Otros de sus trabajos destacados son Babes In Toyland, Doppelganger, High On Haze, Ink Stains 2, My Best Friend's Perfect Pussy, Occupy My Ass, Pussy Whipped, Real L Word XXX San Francisco, Real Rockin' Racks, School of Black Cock 2, Shark Bait o Spoiled.

## Premios y nominaciones
| Año  | Ceremonia                       | Resultado | Premio                                 | Trabajo                         |
| ---- | ------------------------------- | --------- | -------------------------------------- | ------------------------------- |
| 2014 | Premios AVN                     | Nominada  | Artista femenina no reconocida del año | —                               |
| 2014 | Premios AVN                     | Nominada  | Mejor escena de sexo en grupo          | Walking Dead: A Hardcore Parody |
| 2016 | Premios AVN                     | Nominada  | Mejor escena escandalosa de sexo       | Women of the Middle East        |
| 2018 | Premios AVN                     | Nominada  | Mejor escena de sexo lésbico en grupo  | Luck Of The Draw                |
| 2018 | Premios AVN                     | Nominada  | Mejor escena de sexo transexual        | All My Mother's Lovers          |
| 2018 | Transgender Erotica Awards Show | Nominada  | Mejor artista no transexual            | —                               |
| 2018 | Transgender Erotica Awards Show | Nominada  | Mejor escena                           | All My Mother's Lovers          |
| 2024 | Premios XBIZ                    | Nominada  | Artista MILF del año                   | —                               |